# Тайна Кутузовского проспекта (роман)
«Тайна Кутузовского проспекта» — роман советского писателя Юлиана Семёнова. Входит в циклы произведений о сыщике Владиславе Костенко и журналисте Дмитрии Степанове.

## История создания
«Тайна Кутузовского проспекта» — последняя книга Семёнова. Работа над ней была начата в 1989 году, выпуск альманаха «Детектив и политика» с первыми главами произведения был подписан к печати 5 апреля 1990 года, а 20 мая у автора случился инсульт, после которого писатель уже не мог продолжать творческую деятельность.

## Сюжет
11 декабря 1981 года в собственной квартире на Кутузовском проспекте была убита Заслуженная артистка РСФСР Зоя Федорова. Материалы дела свидетельствуют: 
Дверь взломана не была. По данным экспертизы, квартира чужим ключом, сделанным со слепка, не отпиралась, из чего можно сделать предположение, что убийцей был человек, хорошо знакомый Фёдоровой, который и находился в квартире жертвы.
Расследование убийства поручается спецгруппе Угро МВД СССР, куда вошли полковники В. Я. Павлов, У. Р. Савицкий и В. Р. Костенко. Однако следственные мероприятия неожиданно сворачиваются: 27 января 1982 года министр внутренних дел Н. А. Щёлоков отдаёт приказ расформировать спецгруппу и вернуть её членов в их подразделения. Вскоре после этого Павлова переводят в Узбекистан, Савицкого — в Ригу, а Костенко — на Камчатку. Такой поворот событий наводит Костенко на мысль: «Все, кто был завязан на деле Фёдоровой, отчего-то неугодны в Москве».
В конце 1980-х годов Костенко выходит на пенсию и решает разоблачить убийц Зои Фёдоровой самостоятельно…